# Метод электрогидравлических аналогий

Аналогия между гидравлической схемой (слева) и электрической схемой (справа).

Метод электрогидравлических аналогий — метод анализа гидравлических схем, гидромашин и гидрооборудования, основанный на систематическом перенесении теории электрических схем в гидродинамику.

Гидравлический аналог диода — обратный клапан

Гидравлический аналог транзистора

При этом уравнения, связывающие электрические параметры, переходят в соответствующие, всегда выполняющиеся в акустике соотношения, на основе которых можно составлять гидродинамические цепи и анализировать их теми же методами, что и электрические цепи.
Дифференциальные уравнения, описывающие взаимозависимость электрических параметров в длинной линии с распределенными параметрами в пренебрежении утечками через изоляцию имеют вид:
{\displaystyle -{\frac {\partial U}{\partial x}}=L{\frac {\partial I}{\partial t}}+RI}
{\displaystyle -{\frac {\partial U}{\partial t}}={\frac {1}{C}}{\frac {\partial I}{\partial x}}}
где
{\displaystyle U} — напряжение;
{\displaystyle I} — сила тока;
{\displaystyle L}, {\displaystyle R}, {\displaystyle C} — соответственно индуктивность участка цепи, активное сопротивление и ёмкость;
{\displaystyle t} — время;
{\displaystyle x} — координата.
Система уравнений для потока жидкости в трубе имеет похожий вид:
{\displaystyle -{\frac {\partial P}{\partial x}}={\frac {\rho _{0}}{S}}{\frac {\partial Q}{\partial t}}+{\frac {2a}{S}}Q}
{\displaystyle -{\frac {\partial P}{\partial t}}={\frac {\rho _{0}c^{2}}{S}}{\frac {\partial Q}{\partial x}}}
где
{\displaystyle Q} — объёмный расход;
{\displaystyle S} — площадь поперечного сечения трубы;
{\displaystyle P} — давление;
{\displaystyle c} — скорость звука;
{\displaystyle \rho _{0}} — плотность жидкости;
{\displaystyle a} — параметр трения.
Уравнения для длинной электрической линии и для трубы с потоком жидкости идентичны, а их физические величины подобны друг другу:
| Трубопроводная линия | Давление p   | Расход Q    | {\displaystyle {\frac {2a}{S}}} | {\displaystyle {\frac {S}{\rho _{0}c^{2}}}} | {\displaystyle {\frac {\rho _{0}}{S}}} |
| Электрическая линия  | Напряжение U | Сила тока I | Активное сопротивление R        | Ёмкость C                                   | Индуктивность L                        |

Метод электрогидравлических аналогий получил широкое распространение во второй половине 20-го века, хотя существовал и раньше.

### Аналогии линейных элементов
Резистор(сопротивление) представляется в виде резкого сужения трубы или решетки, плотность ячеек которой аналогична сопротивлению.
Конденсатор(емкость) - это гибкая растяжимая упругая мембрана, перекрывающая трубу. Энергия заряда, накопленная конденсатором - аналогична энергии, накопленной мембраной при растяжении.
Катушка(индуктивность) аналогична тяжелому барабану с лопастями, раскручиваемому потоком. Энергия магнитного поля катушки эквивалентна кинетической энергии, запасенной во вращении барабана.